# La culla tragica (Amisani)
O berço trágico  (em italiano: La culla tragica), é uma obra de arte única do artista italiano Giuseppe Amisani chamado de o pintor de reis.
Finalizada em 1910, a obra de arte está exposta na Pinacoteca do Estado de São Paulo, incorporada ao acervo do museu brasileiro em 1913.

## Exposições internacionais
- 1911, Milão, Itália
- 1988, São Paulo, Brasil, Governo do Estado de São Paulo, Secretaria de Estado da Cultura, Departamento de Museus e Arquivos, Pinacoteca do Estado

## Ligações
- Retrato de Caterina (Amisani)